# Від'ємний біноміальний розподіл
Від’ємний біноміальний розподіл в теорії імовірностей — розподіл дискретної випадкової величини, рівної кількості невдач в послідовності випробувань Бернуллі з імовірністю успіху {\displaystyle p}, проведеній до {\displaystyle r}-го успіху.

## Означення
Нехай {\displaystyle \{X_{i}\}_{i=1}^{\infty }} — послідовність незалежних випадкових величин з розподілом Бернуллі, тобто
{\displaystyle X_{i}=\left\{{\begin{matrix}1,&p\\0,&q\equiv 1-p\end{matrix}}\right.,\;i\in \mathbb {N} .}
Побудуємо випадкову величину {\displaystyle Y} наступним чином. Нехай {\displaystyle k+r} — номер {\displaystyle r}-го успіху в цій послідовності. Тоді {\displaystyle Y=k}. Більш строго, покладемо {\displaystyle S_{n}=\sum \limits _{i=1}^{n}X_{i}}. Тоді
{\displaystyle Y=\inf\{n\mid S_{n}=r\}-r}.
Розподіл випадкової величини {\displaystyle Y}, визначеної таким чином, називається від’ємним біноміальним. Пишуть: {\displaystyle Y\sim \mathrm {NB} (r,p)}.

## Функції ймовірності і розподілу
Функція ймовірностей випадкової величини {\displaystyle Y} має вигляд:
{\displaystyle \mathbb {P} (Y=k)={\binom {k+r-1}{k}}\,p^{r}q^{k},\;k=0,1,2,\ldots }.
Функція розподілу {\displaystyle Y} кусково-постійна, і її значення в цілих точках може бути виражене через неповну бета-функцію:
{\displaystyle F_{Y}(k)=I_{p}(r,k+1)}.

## Моменти
Твірна функція моментів від’ємного біноміального розподілу має вигляд:
{\displaystyle M_{Y}(t)=\left({\frac {p}{1-qe^{t}}}\right)^{r}},
звідки
{\displaystyle \mathbb {E} [Y]=r{\frac {q}{p}}},